# Casas
Casas är en ort i Mexiko.   Den ligger i kommunen Casas och delstaten Tamaulipas, i den centrala delen av landet, 500 km norr om huvudstaden Mexico City. Casas ligger 160 meter över havet och antalet invånare är 680.
Terrängen runt Casas är platt, och sluttar västerut.  Trakten runt Casas är nära nog obefolkad, med mindre än två invånare per kvadratkilometer. Casas är det största samhället i trakten. I omgivningarna runt Casas växer huvudsakligen savannskog.